# N.S.L.T.C. Slow
De Nijmeegse Studenten Lawn Tennisclub (N.S.L.T.C.) Slow, kortweg Slow, is de studententennisclub van Nijmegen. Slow behoort tot de grootste studentensportverenigingen van Nijmegen.

## Algemeen
N.S.L.T.C. Slow is opgericht op 31 januari 1962. De vereniging telde in 2023 ruim 600 leden en 40 reünistleden. De clubkleur is paars en de mascotte is Toon de schildpad. Deze schildpad komt ook in het logo voor, namelijk in de O van SLOW. Sinds 2000 wordt op kunstgras gespeeld, hiervoor speelde Slow op hardcourt.

## Sociëteit
Het secretariaat van de vereniging bevindt zich in de sociëteit de Villa van Schaeck. Hierin heeft Slow een bestuurskamer. Daarnaast maakt Slow ook gebruik van diverse zalen bij algemene ledenvergaderingen en feesten.

## Het Chalet
Slow tennist op de 12 tennisbanen van het Radboud Universitair Sportcentrum. Naast de tennisbanen staat een klein houten chalet dat als clubgebouw fungeert. Dit gebouw wordt gedeeld met NSHC Apeliotes en voorheen ook met de studenten-rugbyvereniging N.S.R.V. Obelix. Het chalet wordt ook nog weleens 'Het Paviljoen' genoemd, echter wordt deze naam niet meer gevoerd. Het was tot de verbouwing van het USC het clubgebouw van de drie verenigingen. Bij de verbouwing van het sportcentrum is het Het Paviljoen afgebroken en daar werd de eerstkomende tijd niets voor in de plaats gezet. De tennissers dienden in het sportcafé hun onderkomen te zoeken. Echter is het tij enigszins gekeerd en mag er weer gebruik worden gemaakt van het chalet.

## Competitie en Toernooien
Slow speelt in de voorjaarscompetitie van de K.N.L.T.B. op zowel de zaterdag als de zondag met in totaal 33 teams. Op de zaterdag is de hoogste klasse de Topklasse dames. Tevens wordt er omstreeks oktober najaarscompetitie gespeeld. Hier doen 32 teams aan mee.
Jaarlijks organiseert Slow een tweetal grote toernooien. Omstreeks februari wordt het Slow Extern Toernooi (SET) georganiseerd voor externe studententennisclubs uit alle studentensteden van Nederland en rond het einde van augustus wordt Slow Open georganiseerd voor alle tennissers.